# Gwyneth Herbert
Gwyneth Herbert (26 de agosto de 1981 en Wimbledon, Londres) es una cantautora y multiinstrumentista británica. Reconocida inicialmente por su interpretación de clásicos de música jazz y swing, se ha establecido como compositora de piezas originales, incluyendo musicales. Tres de sus seis álbumes han recibido calificaciones de cuatro estrellas por parte de la prensa especializada británica. Otro álbum, Between Me and the Wardrobe, recibió la máxima calificación de parte del diario The Observer.

## Discografía

### Gwyneth Herbert & Will Rutter
| Álbum       | Lanzamiento           | Sello                                                                                  |
| ----------- | --------------------- | -------------------------------------------------------------------------------------- |
| First Songs | 27 de octubre de 2003 | Dean Street Records (CD: DNSTCD2002); Universal Music Classics & Jazz (CD/LP: 9866620) |

### Gwyneth Herbert
| Álbum                                       | Lanzamiento                         | Sello                                           | Notas                                                                                               |
| ------------------------------------------- | ----------------------------------- | ----------------------------------------------- | --------------------------------------------------------------------------------------------------- |
| Bittersweet and Blue                        | 27 de septiembre de 2004            | Universal Records (CD: 9867896)                 | Muchas de las canciones aparecen en álbumes recopilatorios.                                         |
| Between Me and the Wardrobe                 | 2006                                | Monkeywood Records                              | |
| Between Me and the Wardrobe (relanzamiento) | 20 de agosto de 2007                | Blue Note Records/ EMI Latin (CD: 5032582)      | |
| Ten Lives                                   | 1 de julio de 2008                  | Real World Records/ Bowers & Wilkins Music Club | |
| All the Ghosts                              | 13 de julio de 2009 (CD); 2010 (LP) | Naim Edge (CD: NAIMCD135); (LP: NAIMLP145)      | La canción "Somedays I Forget" fue incluida en el compilado Best Of British And Beyond (CD: NAJW02) |
| The Sea Cabinet                             | 20 de mayo de 2013                  | Monkeywood Records                              | |